# Markise
Eine Markise (Schweizer Hochdeutsch: die Sonnenstore oder der Sonnenstoren) ist eine an einem Objekt befestigte Gestellkonstruktion mit Bespannung, die unter anderem als Sonnen-, Wärme-, Blend- und Objektschutz dient. Sie kann, je nach Art und Ausrüstung, als Sicht- und Regenschutz dienen. Markisen fallen in den Bereich des Rollladen-, Jalousie- und Sonnenschutzgewerbes.

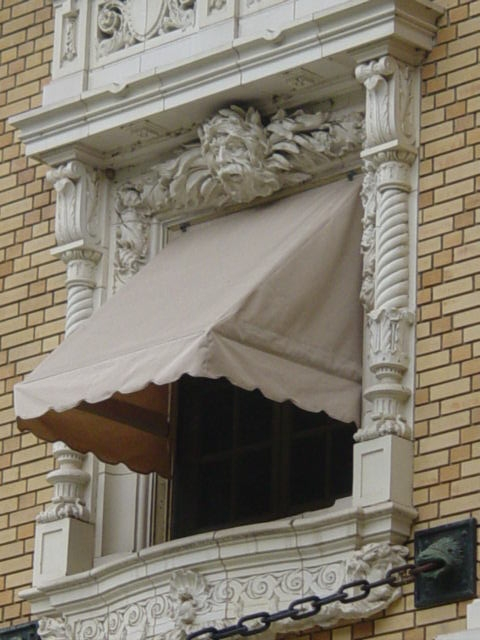
Fenster mit ausgestellter Markise

## Geschichte der Markise
Bereits in der Antike soll es der heutigen Markise ähnliche Sonnenschutzanlagen gegeben haben. Mitte des 18. Jahrhunderts errang die Markise in Frankreich zunehmende Popularität. In den folgenden Jahrhunderten entwickelte sich die einfache Sonnenschutzbespannung zu den heutigen Markisen.
„Markise“ stammt von Marquise, französisch für „Markgräfin“, wobei der Zusammenhang ungeklärt ist. Um 1700 hatte das Wort die Bedeutung „Überzelt, zusätzliches Zeltdach (auf dem Achterdeck bzw. beim Offizierszelt)“, und erst im Laufe des 18. Jahrhunderts entwickelte sich die heutige Bedeutung „leinenes Sonnendach vor Fenster oder Tür“.

## Arten der Markise
Man unterscheidet im Wesentlichen zwischen drei Markisenarten. Es gibt Roll-Markisen, bei welchen das Tuch auf eine Tuchwelle eingerollt werden kann, Falt-Markisen, die zwar beweglich sind, aber keine Tuchwelle besitzen, und Fest-Markisen, die in ihrer Form und Ausbreitung nicht veränderbar sind.

### Korbmarkise

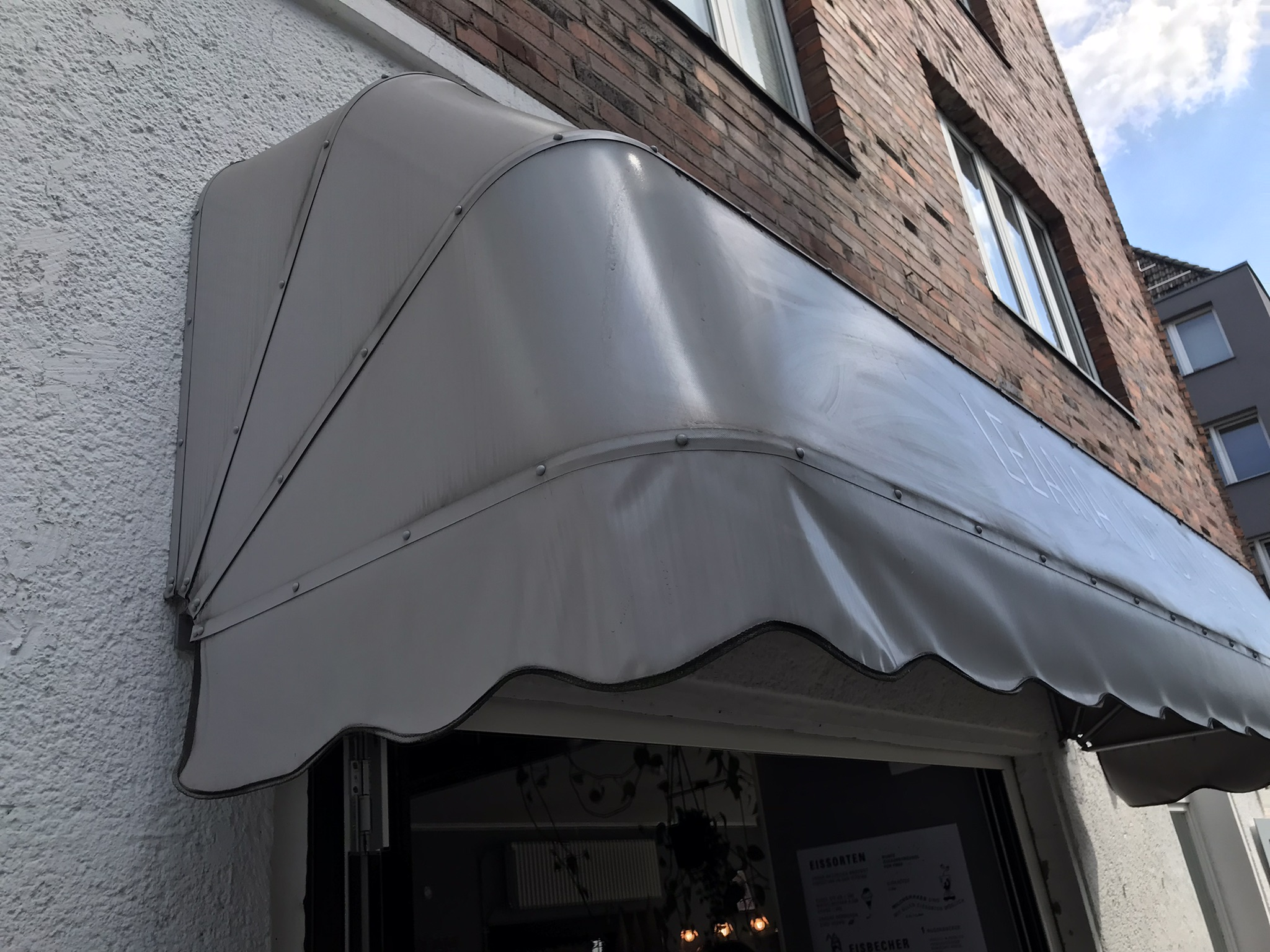
Korbmarkise vor Ladenfassade

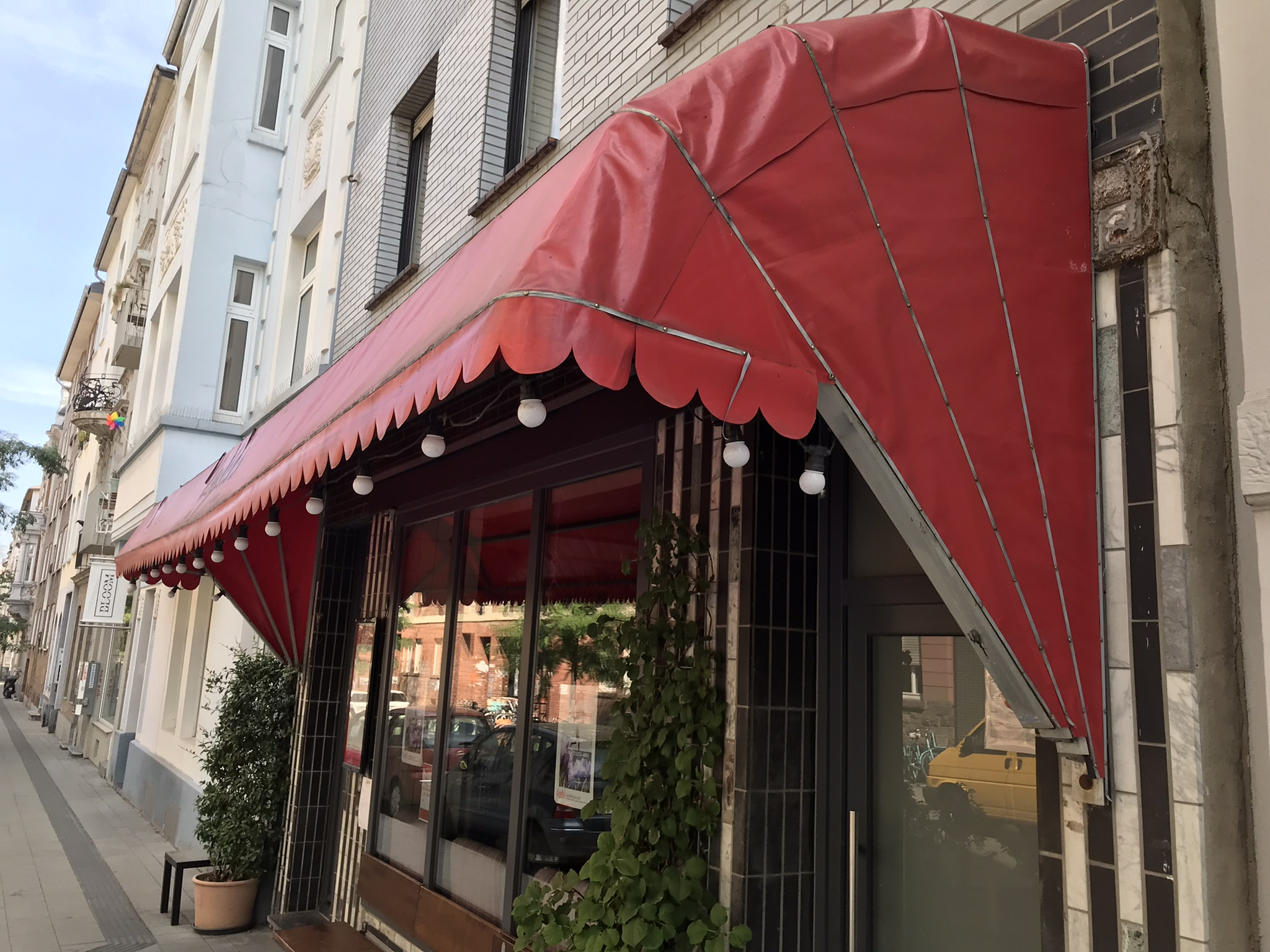
Weiterer Typ einer Korbmarkise

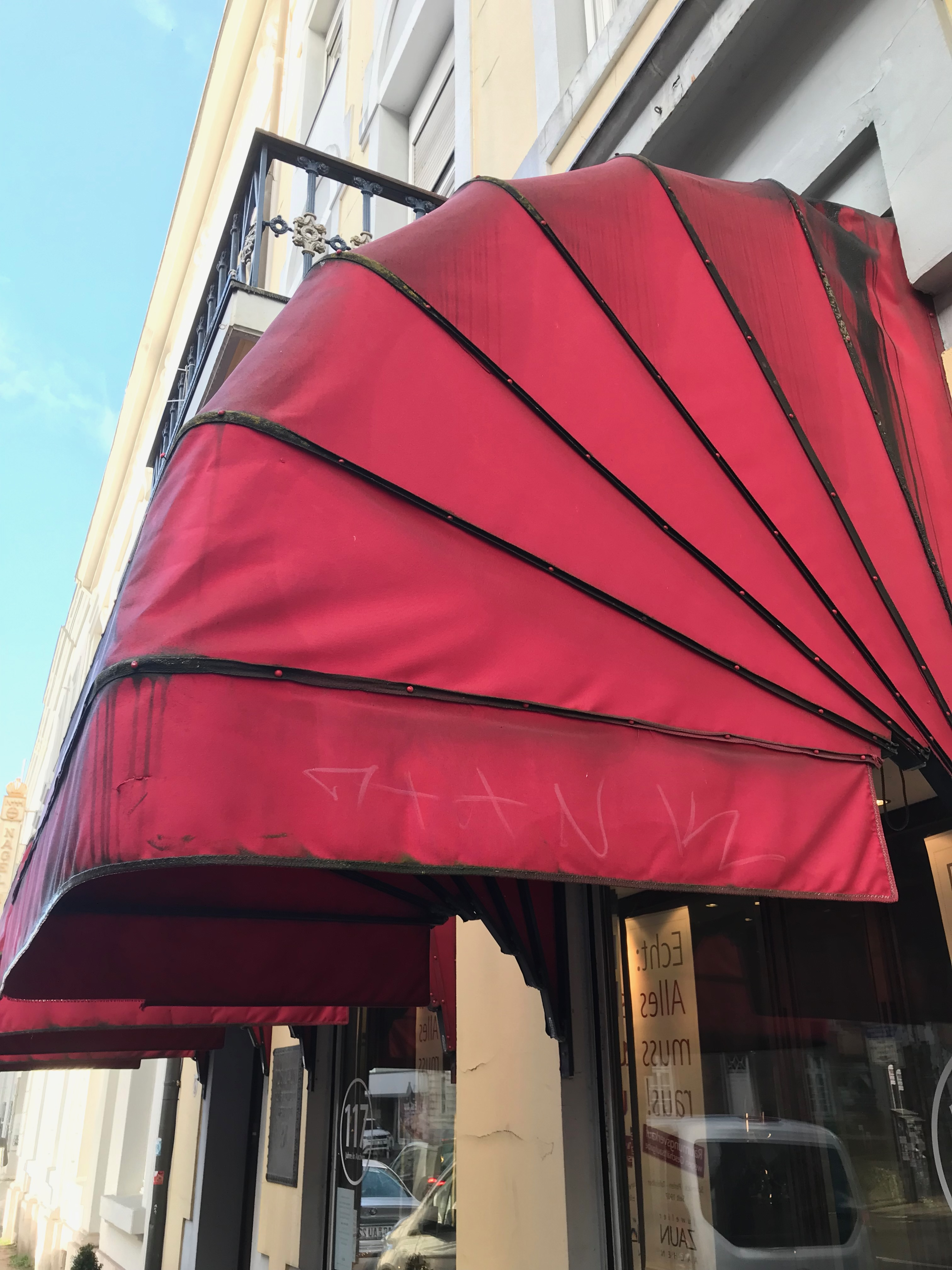
Weiterer Typ eines Ausklappmechanismus (mit verschobenen Armen) von außen

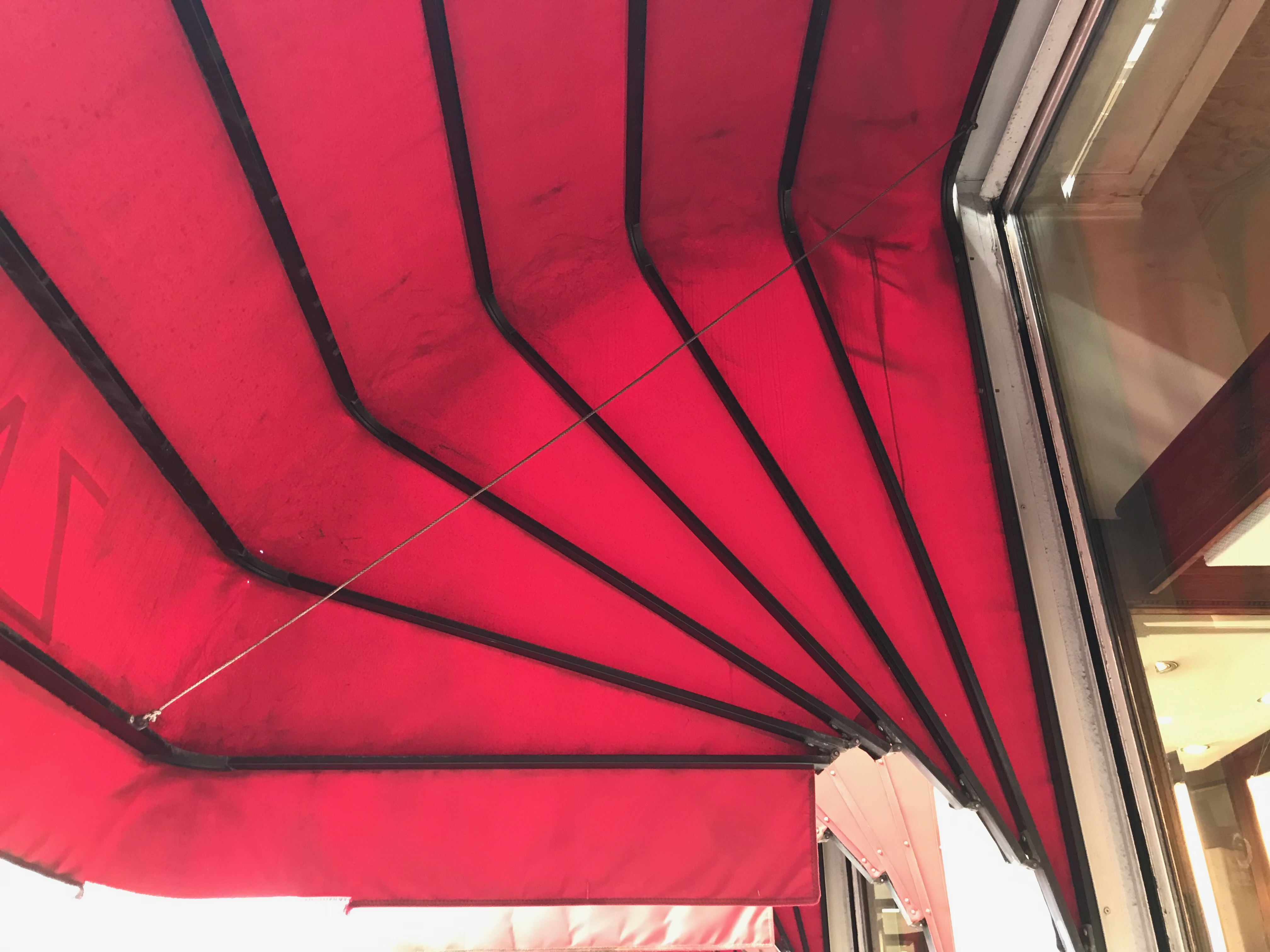
Derselbe Ausklappmechanismus von innen

Die Korbmarkise ist eine der einfachsten Markisenkonstruktionen. Sie besteht meist aus einem zum Viertelkreis gebogenen oder dreieckigen Gestell, vorwiegend aus Aluminium, das feststehend (starr) oder einklappbar sein kann und mit Markisentuch bespannt ist. In den Niederlanden werden Korbmarkisen noch von vielen Kleinstbetrieben aus Holz hergestellt. Bei dieser Markisenart sind unterschiedlichste eckige Formen möglich. Diese Markise findet sich oft vor Geschäften oder Cafés. Aufgrund der gebogenen Form kann sie Kräfte gut auffangen und ist daher für hohe Windlasten und, mit geeigneten Tüchern, als Regenschutz einsetzbar. Im Bereich Benelux sowie in Norddeutschland wird dieser Markisentyp auch von privaten Verbrauchern nachgefragt.

### Fallarmmarkisen

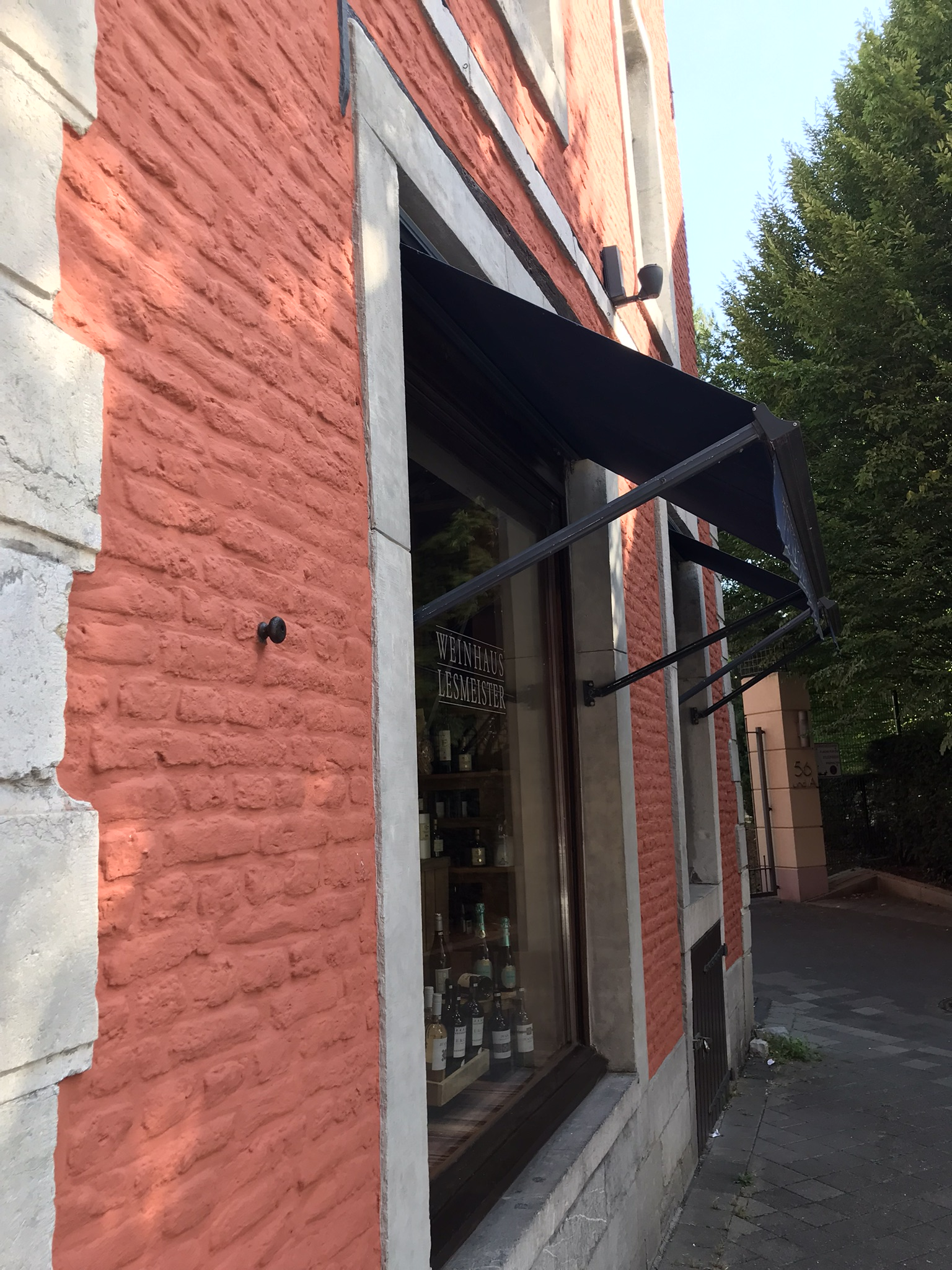
Fallarm-Markise vor Geschäftsfenstern

Die Fallarmmarkise ist eine einfache Roll-Markisen-Konstruktion und wird oft als Verschattung und Sichtschutz vor Fenstern angebracht. Die Tücher sind in vielen Fällen nicht ganz lichtdicht, so dass sie zwar als Blendschutz dienen und dennoch Licht in den Raum lassen. Das Tuch befindet sich auf einer Tuchwelle und wird durch zwei oder mehr Arme, die am unteren Ende des Ausfallprofils befestigt sind, zum Ausfall gebracht. Durch Druckfedern in oder an den Armen wird die benötigte Zugkraft aufgebracht. Je nach Länge und Anbringungshöhe der Fallarme kann der Schwenkbereich zwischen 90 und 140 Grad liegen. Bei Schwenkbereichen über 140 bis 180 Grad werden die Ziehkräfte, die nötig sind, um die gestreckten Arme wieder zu beugen, extrem hoch. Die Bespannung (das Markisentuch) könnte dadurch Schaden nehmen, weil die Nähte bei so großen Neigungswinkeln sehr stark belastet würden. Die Markise kann elektrisch mittels eines in der Tuchwelle liegenden Rohrmotors oder manuell über Getriebe und Kurbel bedient werden.

### Fallmarkise/Senkrechtmarkise/Vertikalmarkise

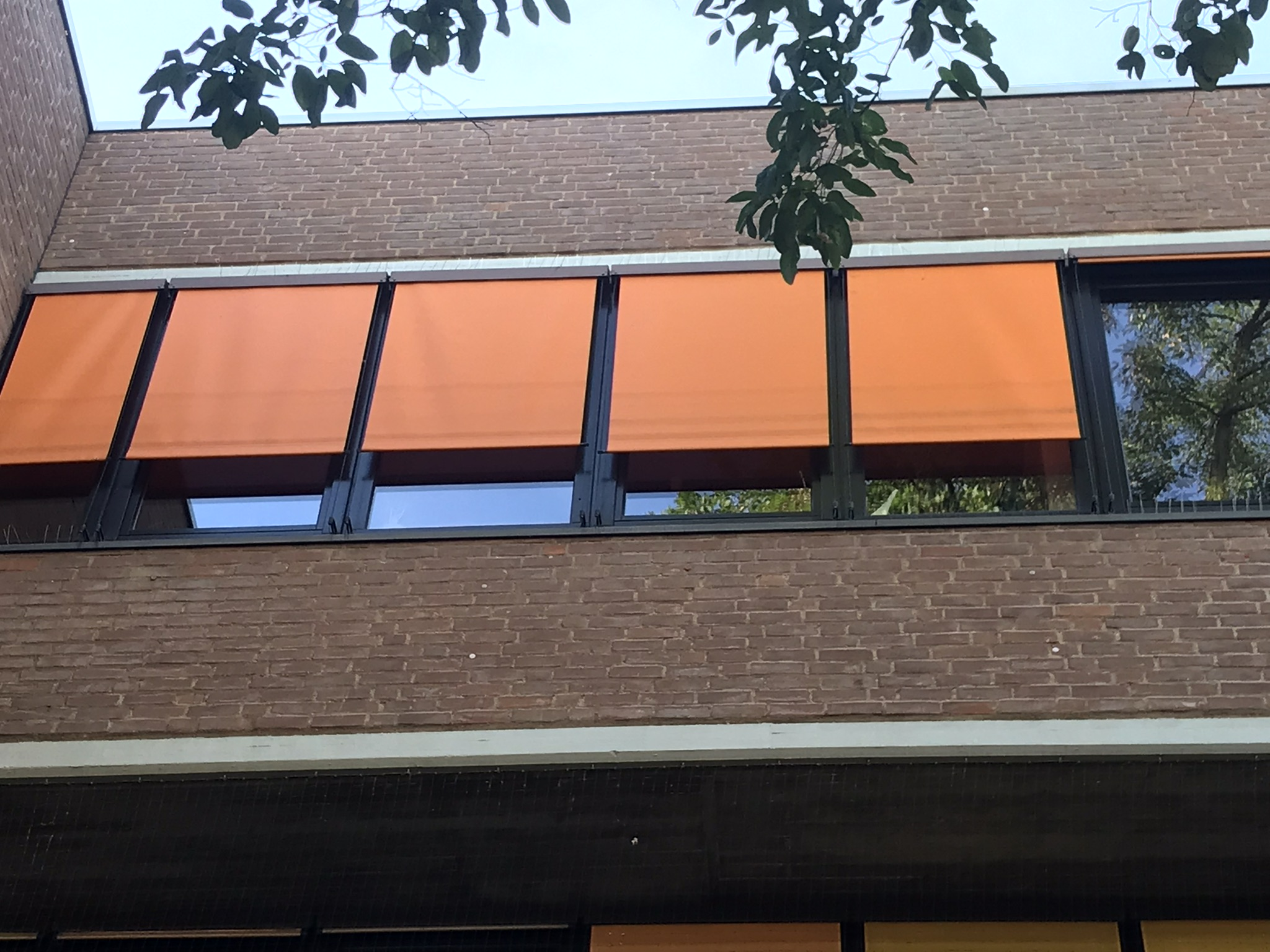
Senkrechtmarkisen vor Bürofenstern

Die Fallmarkise ähnelt der Fallarmmarkise, nur mit dem Unterschied, dass das Tuch, geführt von Führungsseilen oder -stangen, senkrecht nach unten läuft. Das Gewicht des Ausfallprofils, das am Ende des Tuches sitzt, reicht aus, um das Tuch nach unten zu ziehen.

### Seitenmarkise/Horizontalmarkise/Vertikalmarkise
Bei einer Seitenmarkise handelt es sich um eine hochkant befestigte Roll-Markise mit einem Selbsteinzugsmechanismus. Die Markise wird ähnlich wie ein Rollo seitlich ausgezogen und herstellerspezifisch in eine Halterung eingehakt. Der Einzugsmechanismus hält die Tuchwelle auf Spannung.
Seitenmarkisen werden im Terrassenbereich oder auch freistehend im Garten als Wind-, Sicht- und/oder Sonnenschutz eingesetzt.
Horizontalmarkisen werden über eine Aufspannvorrichtung in waagrechter Richtung gegen einfallendes Sonnenlicht auf Balkonen und Terrassen verwendet.
Die Montage von außenliegenden Vertikalmarkisen bieten einen Sonnenschutz bei Terrassenfenster und Balkonfenstern gegen den Einfall von tiefliegenden Sonnenstrahlen, besonders sinnvoll im Frühjahr und Herbst auf Ost- und Westseiten von Gebäuden. Im Sommer kann auch hierdurch eine Aufheizung auf südlich gelegenen Fenstern verhindert werden.

### Markisolette
Die Markisolette ist eine Kombination aus Senkrecht- und Fallarmmarkise. Das Tuch fährt aus ihrer oberen Endlage zuerst senkrecht nach unten und stellt sich dann, wie eine Fallarmmarkise, über die Arme aus. Diese Konstruktion ist oft an öffentlichen Gebäuden, wie Schulen oder Krankenhäusern vorzufinden.

### Gelenkarmmarkisen

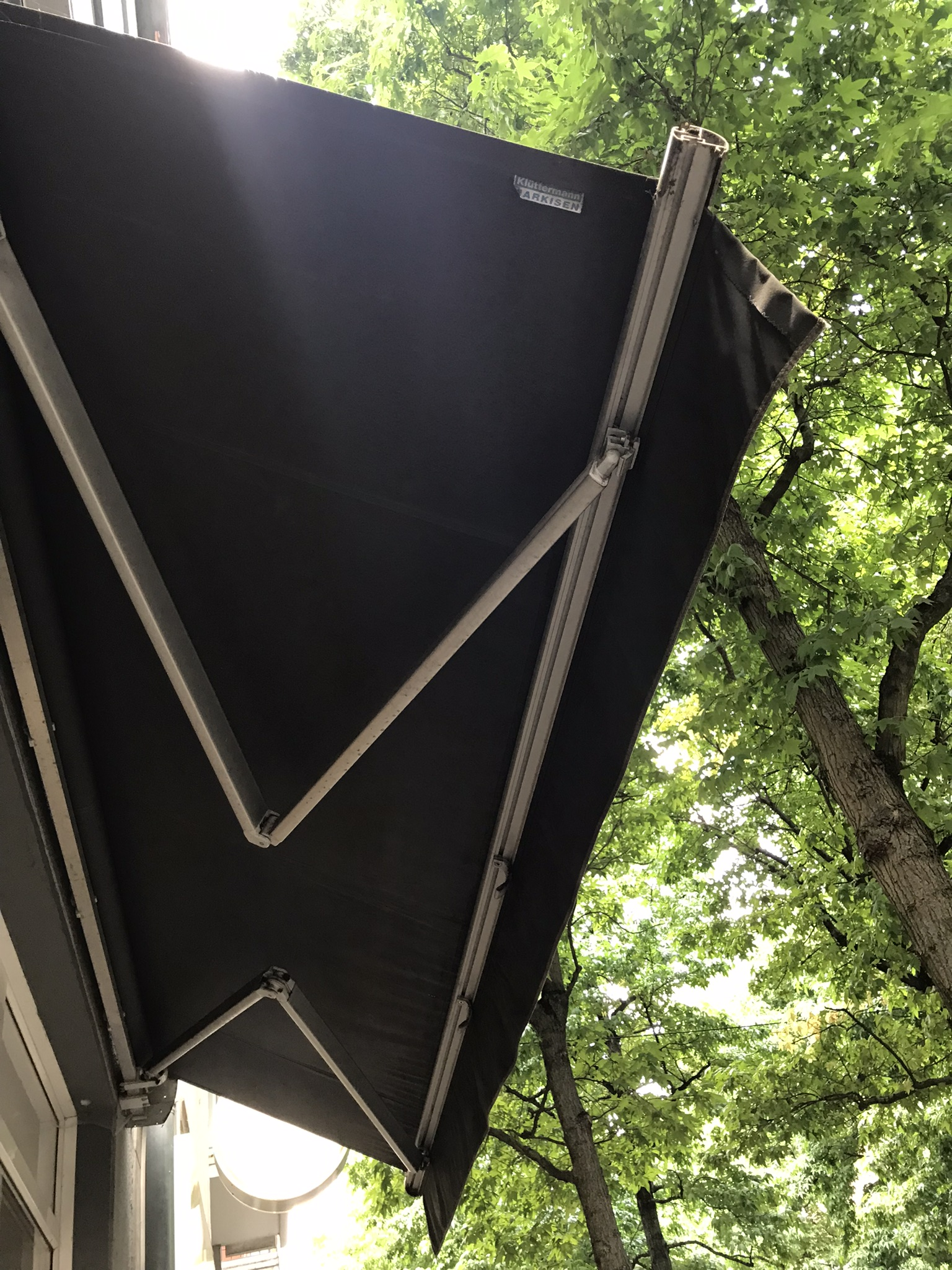
Halb ausgefahrene Gelenkarmmarkise

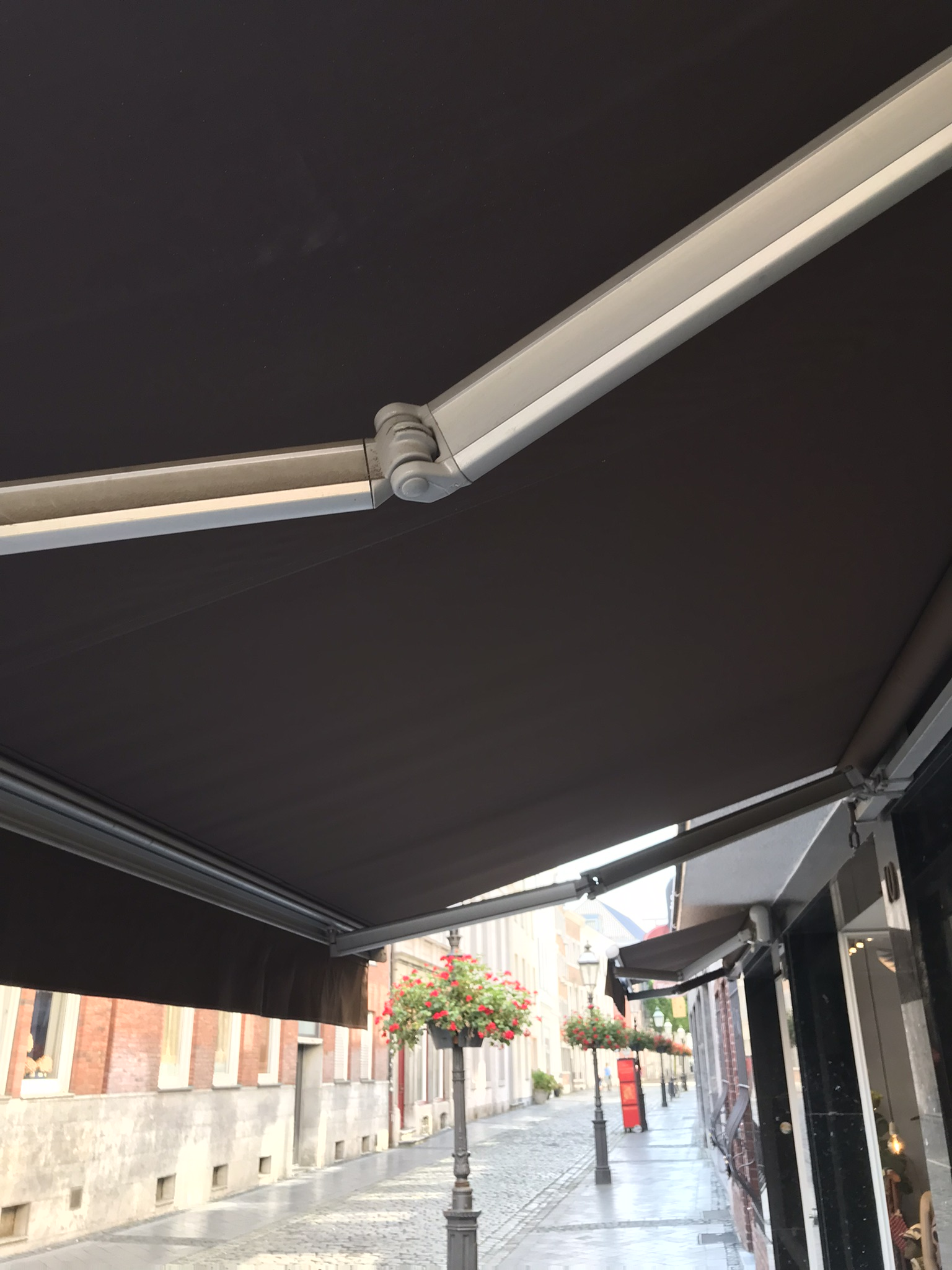
Fast ganz ausgefahrene Gelenkarmmarkise

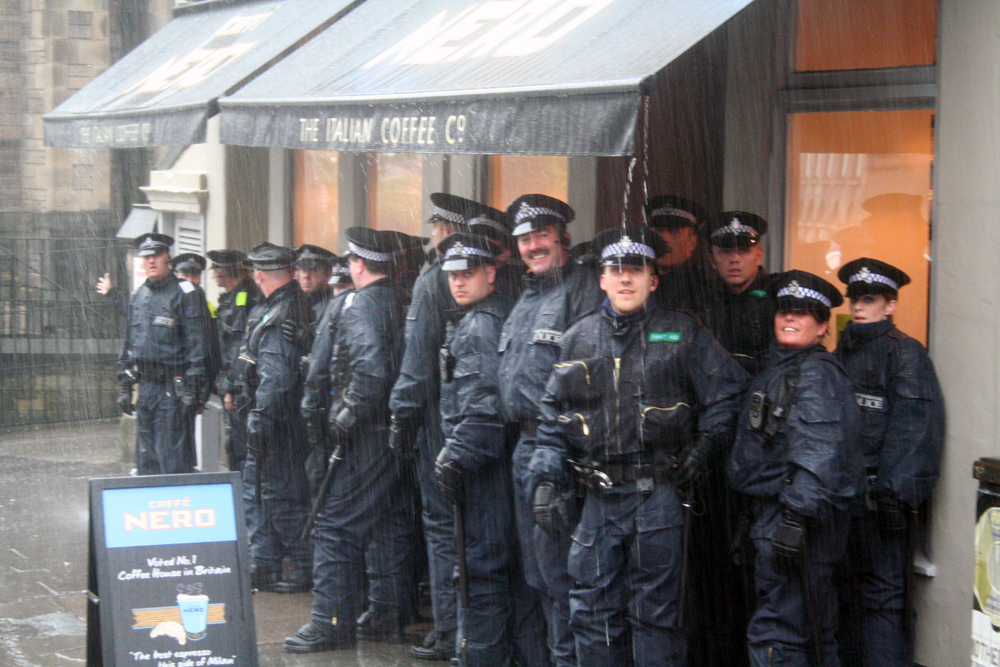
Gelenkarmmarkise als Regenschutz

Bei der Gelenkarmmarkise wird das Markisentuch von zwei oder mehr Armen von der Tuchwelle (einem Nutrohr aus Stahl) weggedrückt. Dadurch ist ein waagerechter Ausfall des Markisentuchs möglich, wobei jedoch üblicherweise eine leichte Neigung eingestellt wird. Die Grundkonstruktion besteht meist aus Aluminium. Die Arme werden mittels Stahl- oder Gasdruckfedern unter Spannung gesetzt, drücken das Tuch beim Ausfahren nach außen und halten es straff. Beim Einfahren muss der Federkraft entgegengewirkt werden. Daher benötigt das Einfahren einen höheren Kraftaufwand als das Ausfahren. Markisen werden hauptsächlich als Sonnen- und Wärmeschutz, sowohl im privaten als auch im gewerblichen Bereich, verwendet. Aufgrund ihrer Konstruktion sind sie nur bis zu einem bestimmten Ausfall anwendbar, was bedeutet wie weit sie ausfahren können (bis rund 400 cm). Es gibt Konstruktionen von Gelenkarmmarkisen, deren Arme bis zu 6,5 Meter Ausfall haben. Die Breite einer einzigen handelsüblichen Markise geht bis maximal 7–8 Meter. Mehrere Markisen können miteinander gekoppelt werden. Die Neigung der Markise kann je nach Wunsch variiert werden. Die Markise wird über Konsolen mit dem Mauerwerk oder einer sonstigen Unterkonstruktion (Dachsparren, Balkonplatte etc.) verschraubt. Nicht für den Regenschutz ausgelegte Gelenkarmmarkisen müssen bei (stärkerem) Regen oder Wind (mittels Windwächter) eingefahren werden, da sie sonst aufgrund der Hebelwirkung Schaden nehmen könnten. Wobei der Schaden der Markise selbst der am geringsten einzuschätzende ist; vielmehr können bei Beschattungsflächen bis 30 m² Schäden an der tragende Konstruktion (Mauerwerk) entstehen. Werden sie als Regenschutz verwendet, muss der Neigungswinkel der Markise so eingestellt werden (mindestens 15°), dass sich aus dem Regenwasser kein Wassersack bilden kann, der wegen seines Gewichts und der Hebelwirkung Markise und Mauerwerk beschädigen kann. Spezielle Regenmarkisen sind so konstruiert, dass sie auch bei geringerer Neigung (kleiner 15°) für einen sicheren Wasserablauf sorgen. Bei diesen Modellen ist auf die Herstellerangaben zu achten, bei welcher Neigung eine Wassersackbildung ausgeschlossen wird. Fast alle Markisen können sowohl an einer Wand, als auch an einer Decke oder Balkon befestigt werden. Sie müssen fest mit der Wand oder Decke verbunden werden, da durch die Hebelwirkung große Kräfte wirken. Eine Markise mit einer Breite von 700 cm und einem Ausfall von 400 cm erreicht bei einer Windstärke von rund 5–6 (nach Beaufort) eine Hebelkraft von rund 5000 Nm. Die Hebelkraft wird über die Konsolen, die direkt in der Nähe der Armbefestigungen angebracht sind, auf das dahinter liegende Mauerwerk übertragen.
Man unterscheidet zwischen „offenen Gelenkarmmarkisen“, bei welchen die Tuchwelle offen sichtbar ist (teilweise auch mit Dach als Witterungsschutz), und „geschlossene“ oder auch „Kassetten-Gelenkarmmarkisen“, bei denen um die Tuchwelle und die Gelenkarme ein Schutz (Kasten, Kassette) angebracht ist, der die Anlage im eingefahrenen Zustand vor Witterungseinflüssen schützt. Neben diesen beiden Hauptbauarten gibt es „Zwischenlösungen“, wie z. B. die sogenannten „Hülsenmarkisen“ oder „Tuchkassetten-Markisen“, bei denen lediglich die Tuchwelle durch eine Art Aluminium-Hülse geschützt ist, während die Gelenkarme frei unter der Hülse liegen.
Angetrieben wird die Markise entweder über ein Getriebe, das mit einer Kurbelstange bewegt wird oder durch einen Rohrmotor, der in die Welle eingeschoben wird. Im letzteren Fall lassen sich Wind-, Sonnen- und sogar Regensensoren zum sicheren und automatischen Betrieb integrieren. Die Steuerung durch den Benutzer kann dabei drahtlos über WLAN und Smartphone angebunden werden.

### Klemmmarkise

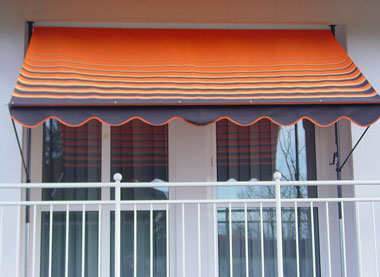
Klemmmarkise an einem Balkon

Klemmmarkisen sind meist als Fallarmmarkisen ausgeführt. Die Tragkonstruktion der Klemmmarkise wird im Gebäudekörper fixiert, indem vertikale Spannstangen in den Fassadenausschnitt von Fenstern oder Balkontüren geklemmt werden. Die Spannstangen tragen dann das Rohr mit dem Markisentuch. Diese Konstruktion wird oft an Mietobjekten verwendet. Klemmmarkisen werden preiswert angeboten und lassen sich nach der Montage wieder rückstandsfrei entfernen.
Zum Ausfahren des Markisentuchs wird über eine Kurbelstange ein Schneckengetriebe an der Tuchwelle betätigt oder ein innenliegender Kettenantrieb wird mittels einer kleinen Kurbel an der Spannstange angetrieben.

### Seilspannmarkise
Eine Seilspannmarkise ist ein Segel, welches von Laufhaken geführt an Edelstahlseilen aufgehängt ist. Das oder die Sonnensegel sind zwischen zwei parallel gespannten Edelstahlseilen leicht seitlich verschiebbar – eine schräge Aufhängung des Segels (Seile auf verschiedenen Höhen gespannt) ermöglicht auch einen Regenschutz. Das Segel kann auch senkrecht an nur einem Edelstahlseil oben geführt werden.
Vorteil gegenüber der Verwendung von Metallösen ist die schnelle Abnahme des Segels durch Ausdrehen der Laufhaken aus dem Führungsseil.
Verwendbar ist diese Form für alle glasgedeckten Überdachungen als Innenbeschattung oder zwischen Gebäudeteilen oder Holzrahmen (Pergola) als Sonnen-, Sicht- und Regenschutz. Dieser Sonnenschutz sollte unbedingt geschützt angebracht werden, da wegen der fehlenden Tuchspannung Schäden an den Nähten durch Schlagen des Behanges bei Windbewegungen auftreten können.
Das Sonnensegel ist sinnvollerweise aus einem textilen Polyesterstoff gefertigt, der sich auch leicht zusammenfalten lässt und vom Material her UV-stabil ist.

### Markisenschirm

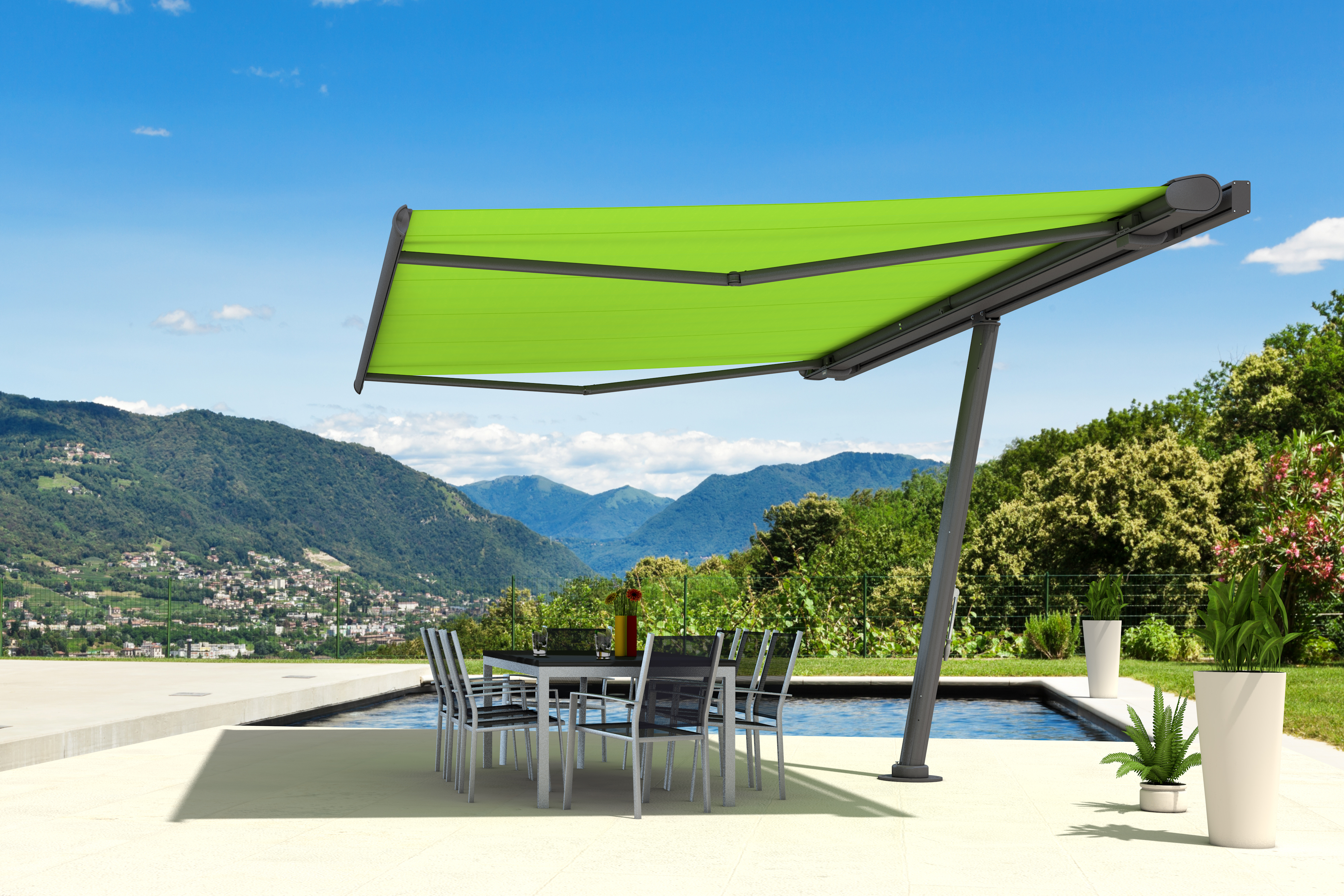
Rollmarkise als Standsonnenschirm

Der Markisenschirm ist ein rechteckiger Standsonnenschirm. Sein Fuß ist mit Wasser- oder Betongewichten gehalten, bei größeren und ortsfesten Schirmen an Fundamente verschraubt. Der Schirm kann ein herkömmlicher faltbarer Schirm sein oder aus einer Roll- oder Faltmarkise bestehen.

### Wintergartenmarkise
Die Wintergartenmarkise ist eine spezielle Markisenart zum Beschatten von Wintergärten. Das Markisentuch wird über Gasdruckelemente, Seil-, Ketten- oder Bandzüge aus- und eingefahren und in seitlichen oder untenliegenden Schienen geführt. Hierdurch wird ein für die Glasfläche gefährliches Wippen der ausgefahrenen Beschattung verhindert. Die Markise verhindert, dass der Wintergarten zu einem Treibhaus wird.

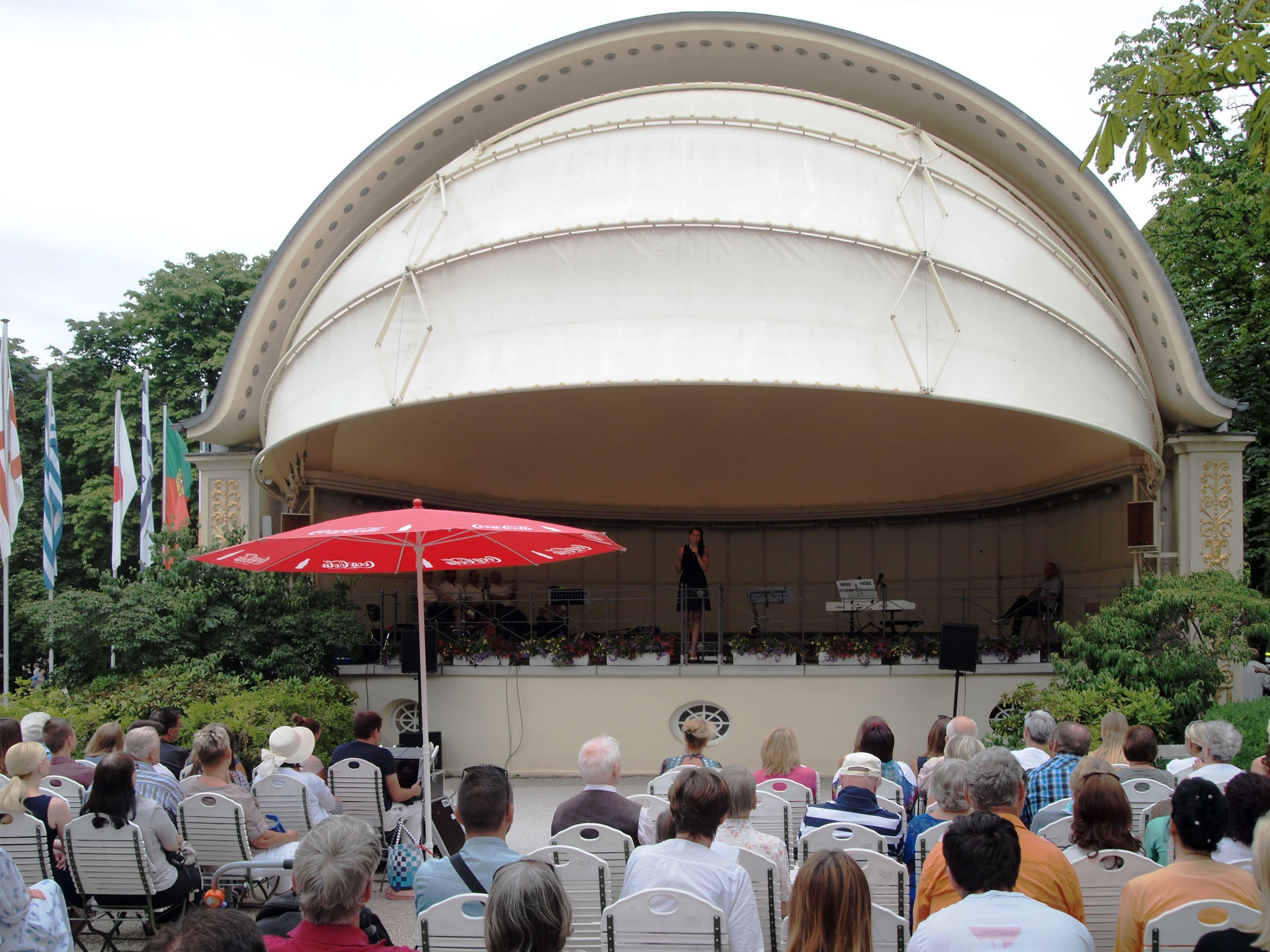
Kugelschalenförmige Markise an einer Konzertmuschel

## Das Markisentuch

### Markisentuch aus Acryl
Das Acryl-Markisentuch ist hoch lichtecht. Es ist ein aus spinndüsengefärbtem Garn hergestelltes Tuch. Dabei wird das Garn im Spinnprozess eingefärbt. Es wird hauptsächlich zum Sonnen- und Wärmeschutz eingesetzt und oft bei Gelenkarm- und Wintergartenmarkisen verwendet. Durch die Imprägnierung sind sie bedingt Schmutz abweisend und wetterfest. Acryl ist beständig gegen ultraviolettes Licht, was ihm einen Vorteil gegen alle anderen Stoffe verleiht. Es gibt Acryl-Markisentücher in verschiedenen Farben und Mustern, im Norden Europas vorwiegend Streifenmuster. Frankreich und Südeuropa kennt viele Druckdesigns, welche von der Farbechtheit unterlegen sein können. Der größte Anteil der heutigen Markisentücher wird aus Tuchbahnen mit einer Breite von 120 cm konfektioniert. Als Gelenkarmmarkisen noch eine Seltenheit waren, wurden Fallarmmarkisen mit Tüchern aus nahtlosem Stoff gefertigt. Hier ergab sich der Ausfall der Markise durch die gewebte Tuchbreite. Üblich waren 150 cm, 210 cm und 310 cm breite Ausgangsware. Dies ist heute eher eine Seltenheit.

### Markisentuch aus PVC
Bei Markisentüchern aus PVC handelt es sich um Tücher, die z. B. bei Markisen eingesetzt werden, die die ganze Zeit der Witterung ausgesetzt sind wie Korbmarkisen, Markisoletten und spezielle Regenmarkisen. Bei beweglichen Markisen wird ein mit PVC überzogenes Polyestergewebe benutzt, da ein reines PVC-Tuch beim Rollen oder Falten brechen könnte. Starre Korbmarkisen dagegen werden mit einem reinen PVC-Tuch bespannt, das günstiger ist.
Es gibt Tücher, die blickdicht sind und andere, die ein gröberes Gewebe haben, so dass noch etwas Licht durchscheint. Sie sind unter anderem wetterfest und schmutzabweisend. PVC-Gewebe sind umweltfreundlich, wenn ihre hundertprozentige Recyclingfähigkeit genutzt wird.

### Markisentücher aus Polyester
Markisentücher können auch aus Polyester-Faser hergestellt sein. Diese muss dazu aber in geeigneter Weise gegen UV-Strahlung geschützt sein, weil sich sonst keine ausreichende Dauerfestigkeit und Farbechtheit erreichen lässt. Wegen der höheren Festigkeit der Polyester-Faser gegenüber Acryl können die angebotenen Stoffe leichter und reißfester sein.

### Verarbeitung von Markisentüchern
Bis vor wenigen Jahren wurde das Markisentuch doppelt gelegt und mit zwei parallelen Nähten von etwa 1,5 cm Weite im sicheren Stepp- oder Kettenstich vernäht. Heute werden verschiedene Klebetechniken angewandt wie einen farbloser Kleber als Flüssigkeit oder Band aufzutragen oder das thermische Verbinden der beiden Tuchseiten, was ohne Kleber oder Chemikalien geschieht, meist im Hochfrequenz-Schweißverfahren.
Wo das Markisentuch doppelt gelegt ist, erscheint es gegen Licht dunkler. Geklebte Markisentücher finden in den letzten Jahren trotz des höheren Fertigungsaufwands zunehmende Verbreitung, weil die traditionellen Nähte unter der erhöhten UV-Strahlung verstärkt leiden und deshalb von allen Komponenten der Markise die kürzeste Lebensdauer aufweisen.

### Volant

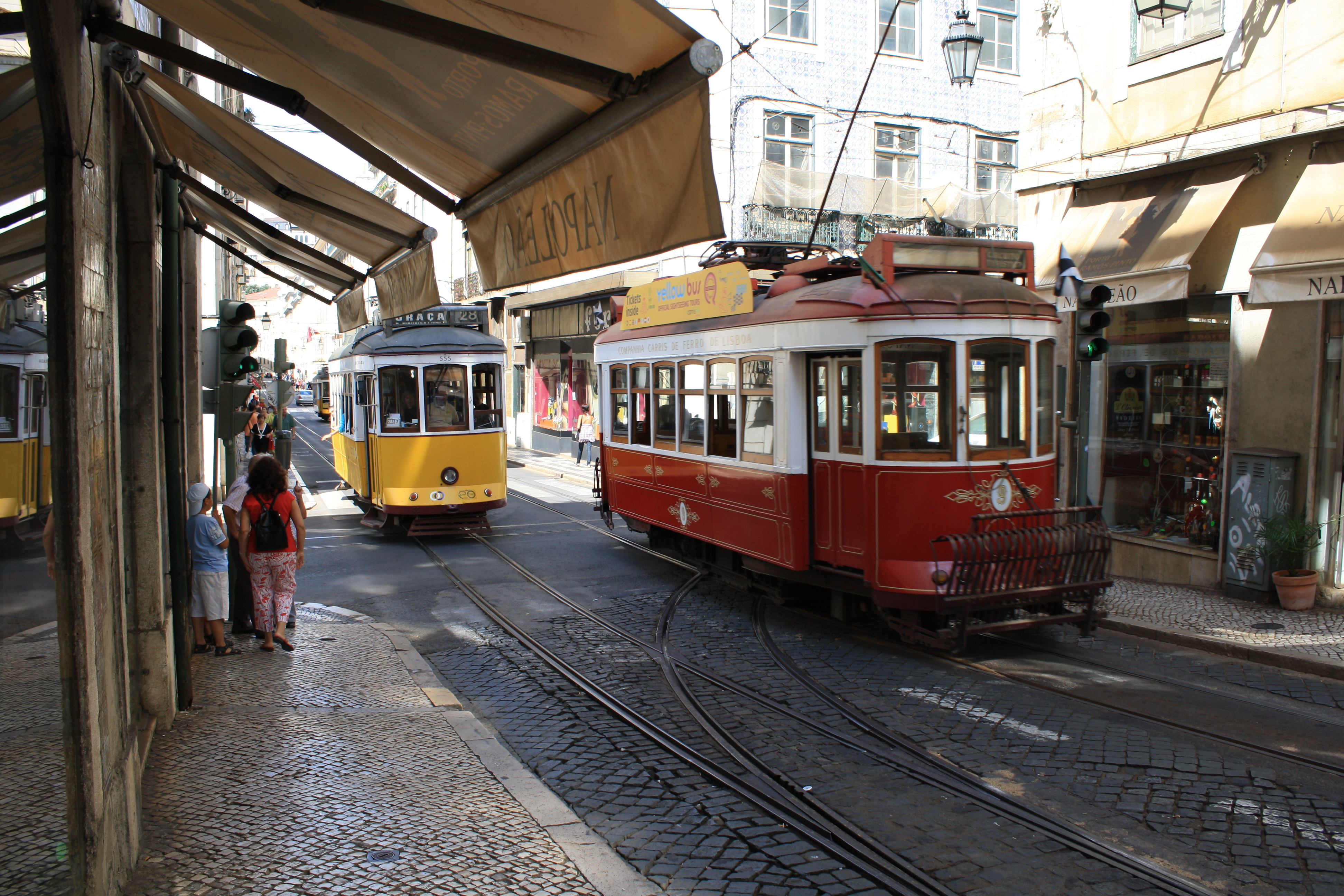
Gerader Volant mit Firmenaufdruck, an der Außenkante der Gelenkmarkise

Der Volant, teils auch Markisenschürze genannt, wird in aller Regel bei offenen Gelenkarm-Markisen oder bei Markisen mit Schutzdach eingesetzt. Er versteckt die nach vorne sichtbare Armtechnik. Gerade bei niedrigem Sonnenstand kann der Volant zusätzlichen Schatten spenden. Bei komplett geschlossenen Gelenkarm-Kassettenmarkisen empfiehlt sich kein Volant, da er sich an diesen Anlagen durch Windeinflüsse stärker bewegt (hin und her schlägt) und die unteren Volant-Enden deshalb schneller verschleißen. Nachdem in den vergangenen Jahrzehnten teilweise sehr aufwändige Volantformen angeboten wurden (Fransen, Trapezmuster etc.) haben sich im privaten Bereich der gewellte Volant und im Geschäftsbereich der gerade Volant (hier häufig auch mit dem Firmennamen bedruckt) durchgesetzt.
Volants aus genähten Tuchbahnen und/oder mit aufgenähtem Einfassband sollten nicht in der Waschmaschine gewaschen werden, auch wenn dieses eigentlich möglich ist. Dadurch werden die Nähte zerstört sowie die schmutzabweisende Beschichtung entfernt. Mit etwas Wasser und einem weichen Reinigungsmittel lassen sich Verschmutzungen abbürsten, ohne den Volant zu beschädigen. Um die Lebensdauer des Volants zu verlängern, sollte er außerhalb der sonnenintensiven Zeiten vom Markisengestell abgenommen und zu Beginn der Sonnenperiode wieder montiert werden.